# Clèdes
Clèdes ist eine französische Gemeinde mit 118 Einwohnern (Stand 1. Januar 2022) im Osten der Landschaft Chalosse im Département Landes in der Region Nouvelle-Aquitaine (vor 2016: Aquitanien). Sie gehört zum Arrondissement Mont-de-Marsan und zum Kanton Chalosse Tursan.
Der Name in der gascognischen Sprache lautet Cledas. Er leitet sich vom gascognischen Wort clèda ab und bedeutet „Zaun“ oder „eingezäunte Weide“ und weist auf die charakteristische Weidewirtschaft hin.
Die Einwohner werden Clédois und Clédoises genannt.

## Geographie
Clèdes liegt circa 35 Kilometer südöstlich von Mont-de-Marsan im Weinbaugebiet Tursan der historischen Provinz Gascogne am südöstlichen Rand des Départements.
Umgeben wird Clèdes von den Nachbargemeinden:
| Payros-Cazautets | Geaune                                      |                  |
| Puyol-Cazalet    | Kompassrose, die auf Nachbargemeinden zeigt | Mauries          |
|                  | Pimbo                                       | Miramont-Sensacq |

Clèdes liegt im Einzugsgebiet des Flusses Adour.
Ein Nebenfluss des Gabas, der Bas, hier auch Ruisseau du Grand Bas genannt, durchquert das Gebiet der Gemeinde ebenso wie sein Nebenfluss, der Petit Bas.

## Geschichte
Als Clèdes 1273 erstmals erwähnt wurde, gehörte es zur Bailliage von Geaune, gleichfalls unter englischer Herrschaft seit der Heirat von Eleonore von Aquitanien mit Heinrich Plantagenet, dem zukünftigen englischen König. Vom 14. Jahrhundert an befand sich das Gebiet mitten in den Auseinandersetzungen des Hundertjährigen Kriegs. Die Bewohner schützten sich hinter Verteidigungsbauten, wie beispielsweise die Burg von Bruix, ein Lehen des gleichnamigen Baronats, dessen Überreste noch heute zu erkennen sind. Im 16. Jahrhundert wurde die Vicomté von Tursan unter die Autorität des Vicomtes Heinrich von Navarra, des späteren französischen Königs Heinrich IV., unterstellt. Sie wurde im gleichen Jahrhundert Opfer des Konflikts zwischen protestantischen und katholischen Parteien während der Hugenottenkriege.

### Einwohnerentwicklung
Nach Beginn der Aufzeichnungen stieg die Einwohnerzahl bis zur Mitte des 19. Jahrhunderts auf einen Höchststand von rund 320 Einwohnern. In der Folge sank die Größe der Gemeinde bei kurzen Erholungsphasen bis zu Beginn des 21. Jahrhunderts auf rund 120 Einwohner, bevor eine Wachstumsphase mit moderatem Anstieg einsetzte.
| Jahr      | 1962 | 1968 | 1975 | 1982 | 1990 | 1999 | 2006 | 2010 | 2022 |
| --------- | ---- | ---- | ---- | ---- | ---- | ---- | ---- | ---- | ---- |
| Einwohner | 187  | 182  | 147  | 144  | 133  | 128  | 119  | 120  | 118  |

## Sehenswürdigkeiten

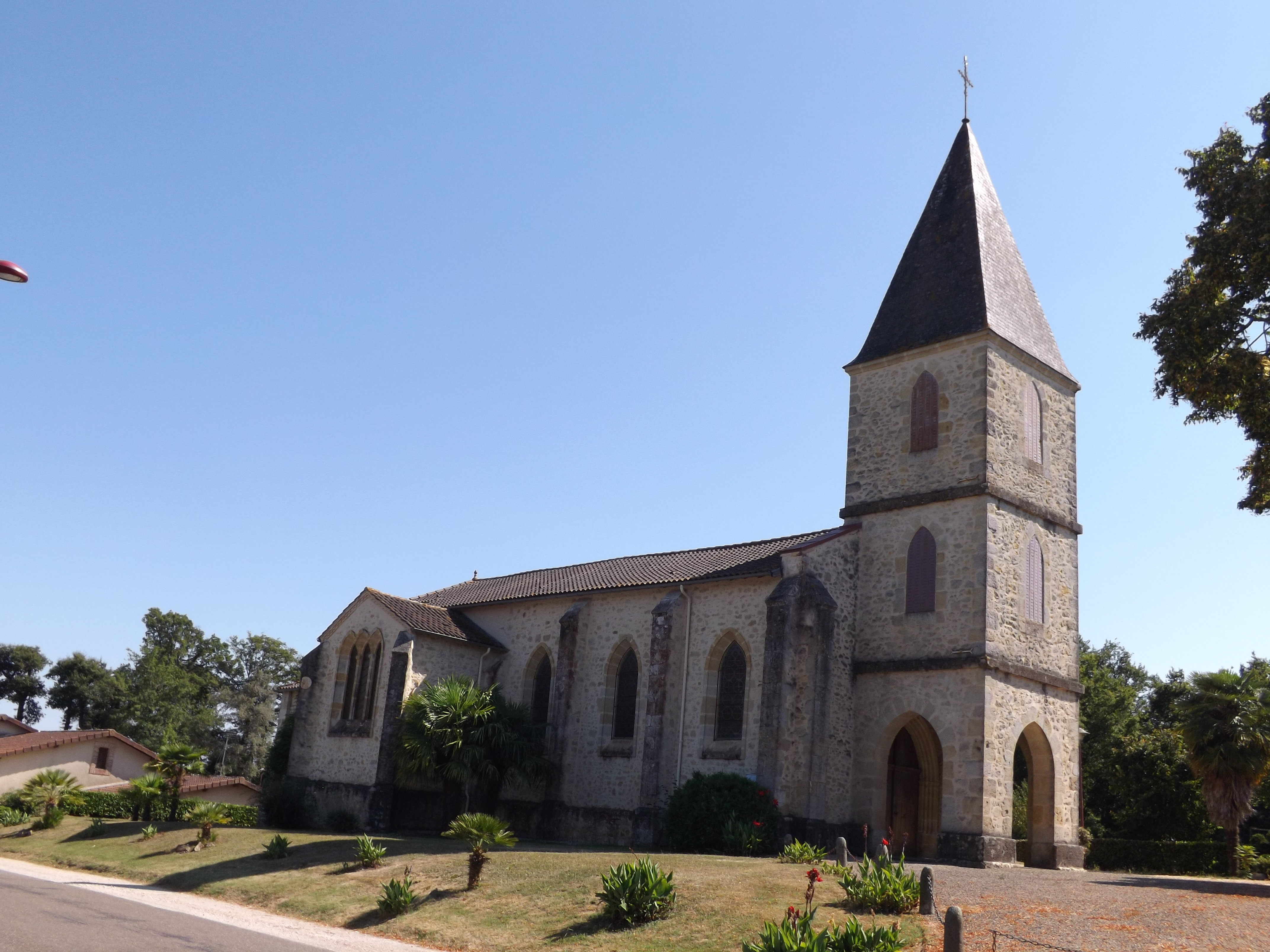
Pfarrkirche Saint-Martin

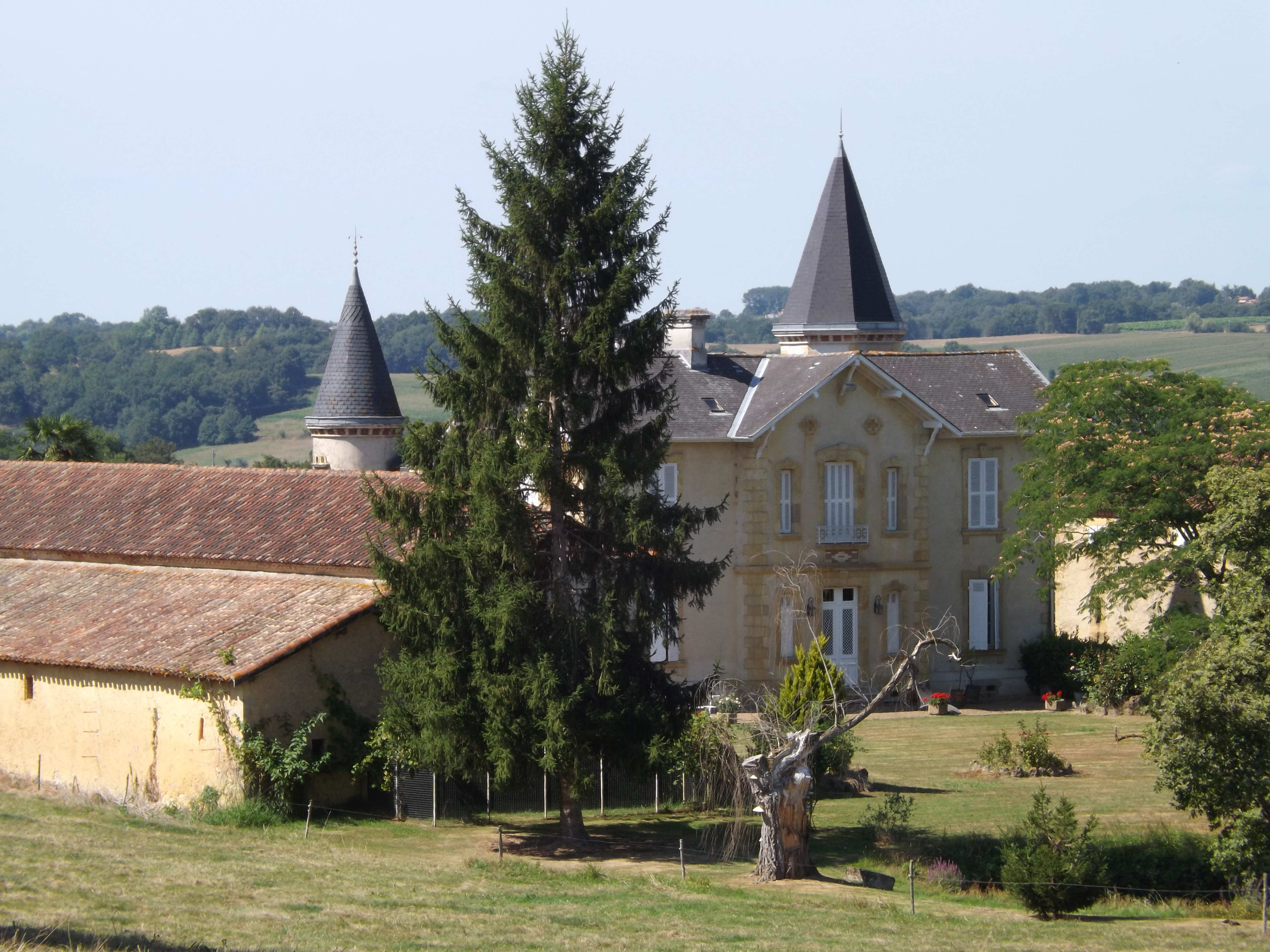
Gutshaus

- Pfarrkirche, geweiht Martin von Tours. Die frühere Kirche, die vermutlich in der Romanik errichtet worden war, wurde während der Hugenottenkriege in Brand gesteckt. Die heutige Kirche ist ein neugotischer Neubau aus dem Jahre 1887 mit Wiederverwendung von Steinen der alten Kirche. Sie besitzt ein Langhaus mit einem Hauptschiff, das von zwei Seitenkapellen flankiert wird, die ein falsches Transept bilden. Rundbogenförmige Fenster geben Licht in das Langhaus und in die halbrunde Apsis. Im Westen schließt sich ein Glockenturm an das Gebäude an, der einen Helm besitzt, dessen Zeltdach mit Schiefer gedeckt ist. Die Fenster des Turms haben die Form von gedrückten Spitzbögen ebenso wie die Arkaden der offenen Vorhalle unterhalb des Turms.[7][8]

- Gutshaus. Das im 19. Jahrhundert errichtete Gebäude an der Straße nach Geaune ist mit zwei Türmen ausgestattet. Seit mehreren Jahren ist es im Besitz der Familie von Dr. Beaumont, Rat des ehemaligen Kantons Geaune und der Öffentlichkeit nicht zugänglich.[9]

- Schlossruine von Bruix. Rund 2,5 km südlich des Zentrums der Gemeinde, im Viertel Bois de Bruix, befindet sich die Ruine des im Mittelalter gebauten Schlosses von Bruix, dem Sitz der Barone von Bruix. Ihre letzten Nachfahren wurden während der Französischen Revolution verhaftet und durch die Guillotine enthauptet. Das Gebäude wurde gleichzeitig zum Nationalgut. An den Wandflächen der heutigen Ruine ist noch zu erkennen, dass sie einst aus grob bearbeiteten Molasseblöcken gefertigt wurden.[10]

## Wirtschaft und Infrastruktur
Die Landwirtschaft ist auf den Maisanbau spezialisiert, der vor allem für die Verfütterung an Gänsen und Enten verwendet wird.
Clèdes liegt in der Zone AOC des Weinbaugebiets Tursan.

### Verkehr
Clèdes ist erreichbar über die Routes départementales 111, 440 und 449.